# Serock (gromada w powiecie bydgoskim)
Serock – dawna gromada, czyli najmniejsza jednostka podziału terytorialnego Polskiej Rzeczypospolitej Ludowej w latach 1954–1972.
Gromady, z gromadzkimi radami narodowymi (GRN) jako organami władzy najniższego stopnia na wsi, funkcjonowały od reformy reorganizującej administrację wiejską przeprowadzonej jesienią 1954 do momentu ich zniesienia z dniem 1 stycznia 1973, tym samym wypierając organizację gminną w latach 1954–1972.
Gromadę Serock z siedzibą GRN w Serocku utworzono – jako jedną z 8759 gromad na obszarze Polski – w powiecie świeckim w woj. bydgoskim, na mocy uchwały nr 24/12 WRN w Bydgoszczy z dnia 5 października 1954. W skład jednostki weszły obszary dotychczasowych gromad Serock, Brzeźno, Łowinek i Nowy Jasiniec ze zniesionej gminy Serock w tymże powiecie. Dla gromady ustalono 23 członków gromadzkiej rady narodowej.
31 grudnia 1961 do gromady Serock włączono wieś Glinki ze zniesionej gromady Sucha w tymże powiecie.
1 stycznia 1969 gromadę Serock włączono do powiatu bydgoskiego w tymże województwie, włączając do niej sołectwa Wudzyn, Stronno i Wudzynek ze zniesionej gromady Wudzyń w tymże (bydgoskim) powiecie.
Gromada przetrwała do końca 1972 roku, czyli do kolejnej reformy gminnej. 1 stycznia 1973 – tym razem w powiecie bydgoskim – reaktywowano gminę Serock.